# Migidae
Migidae Simon, 1902 è una famiglia di ragni appartenente all'infraordine Mygalomorphae.

## Caratteristiche
Sono noti comunemente come ragni costruttori di porte-trappola degli alberi, in quanto tessono la loro tela in cunicoli di profondità variabile, la cui apertura è camuffata da una piccola porta da cui il ragno esce e assale la preda; tali costruzioni da alcune specie sono elaborate nei gambi degli alberi-felce, piante del genere Cyatheales.

## Comportamento
Alquanto stanziali, si appostano all'interno del cunicolo, pronti a scattare fuori al passaggio di una preda.

## Distribuzione
Sono stati rinvenuti in America meridionale, Africa, Australia, Nuova Caledonia, Madagascar e Nuova Zelanda.

## Tassonomia
Attualmente, a novembre 2020, si compone di 11 generi e 102 specie; la suddivisione in sottofamiglie segue quella dell'entomologo Joel Hallan:
- Calathotarsinae Simon, 1903

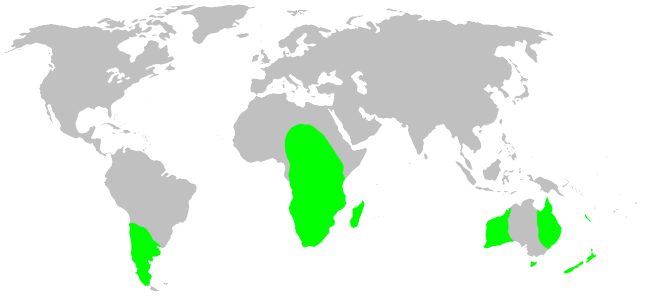
Migidae, distribuzione

  - Calathotarsus Simon, 1903 - Cile, Argentina
  - Heteromigas Hogg, 1902 - Australia
- Miginae Simon, 1892
  - Goloboffia Griswold & Ledford, 2001 - Cile
  - Migas L.Koch, 1873 - Nuova Zelanda, Australia
  - Poecilomigas Simon, 1903 - Africa
- Paramiginae Petrunkevitch, 1939
  - Micromesomma Pocock, 1895 - Madagascar
  - Moggridgea O. P-Cambridge, 1875 - Africa
  - Paramigas Pocock, 1895 - Madagascar
  - Thyropoeus Pocock, 1895 - Madagascar
- incertae sedis
  - Bertmainius Harvey, Main, Rix & Cooper, 2015 - Australia occidentale
  - Mallecomigas Goloboff & Platnick, 1987 - Cile